# Péligniens
Les Péligniens ou Pélignes en français (Pæligni en latin) sont un peuple italique de l'Italie centrale, vivant dans les Apennins, voisins des Marses, des Ombriens, des Vestins, des Marrucins, des Frentans et des Samnites.
Leur territoire correspond à la Valle Peligna. Plusieurs sites fortifiés préromains sont connus sur leur territoire, comme le Colle Mitra ou le Colle Cipolla. Ils sont vaincus par les Romains à la fin du IVe siècle av. J.-C. Lors de la Guerre sociale, les Péligniens sont membres de la confédération italique rebelle. À l'époque romaine, les Péligniens sont répartis dans trois municipes : Sulmo (Sulmona), la patrie du poète Ovide, Corfinium (Corfinio) et Superaequum (Castelvecchio Subequo). 

## Les Péligniens dans l'histoire romaine

### À l’époque des guerres samnites (343 - 290)
La première mention des Péligniens dans le récit de Tite-Live se trouve au moment de la première guerre samnite. En 343 av. J.-C., alors que Rome emporte quelques succès sur les Samnites, les Falisques demandent un statut d'alliés à Rome et les Latins, qui étaient prêts selon l'auteur antique à marcher sur Rome, changent de cible. Ils mènent alors une campagne contre les Péligniens, pourtant non limitrophes et au-delà des Èques et des Marses.
Ils sont à nouveau mentionnés par Tite-Live en 340, au début de la guerre latine, lorsqu'une armée romaine rejoint une armée samnite en passant par leurs terres et celles des Marses. Il les mentionne à nouveau au début de la deuxième guerre samnite, en 325 av. J.-C., lorsque Rome hésite à attaquer les Vestins, de peur que les Marses et les Péligniens interviennent contre les opérations romaines. Finalement, les Romains déclarent la guerre aux Vestins et Tite-Live ne mentionne plus les Marses ni les Péligniens.
L'année 308 voit l'entrée en guerre des Péligniens, pour la première fois contre Rome, et des Marses,. Ils semblent alors former une confédération avec les Vestins et les Marrucins. Ils ne sont plus mentionnés jusqu'en 304, après la défaite des Samnites et celles des Èques. Tite-Live précise que la défaite de ces derniers est un exemple qui pousse les Péligniens, mais aussi les Marrucins, les Marses et les Frentans, à conclure des traités d'amitié avec Rome.
Lors de la troisième guerre samnite, en l'an 295, à la suite de la victoire romaine décisive à la bataille de Sentinum contre les Samnites et les Gaulois en Ombrie, 5 000 Samnites réussissent à fuir vers le sud. Mille d'entre eux sont tués par les Péligniens alors qu'ils traversaient leurs terres.

### Rébellion lors de la Guerre sociale (91 - 88)
La Guerre sociale oppose Rome à ses alliés italiques, qui réclament le droit à la citoyenneté romaine. En effet, seuls les Romains ont le droit de citoyenneté romaine complète. Les Péligniens sont un des éléments déclencheurs de la Guerre sociale à la suite de leur demande adressée au Sénat aux côtés des Samnites et des Marses. 
En octobre 91, alors qu'il tente de faire obtenir la citoyenneté romaine aux Italiens alliés de Rome, le tribun de la plèbe Marcus Livius Drusus est assassiné. La Guerre sociale éclate à la suite de cet assassinat. Les diverses cités italiques, pour prévenir toute défection, se livrent des otages. Tout le centre et le sud de l’Italie jusqu’au Métaure à l’est, à la baie de Naples vers l’ouest, se trouvent en insurrection. Au nord, Étrusques, Ombriens et Gaulois restent provisoirement dans l’expectative. Les Italiques tentent une dernière démarche à Rome. Le Sénat leur répond par un ultimatum formel et les somme de faire leur soumission immédiate. Les Italiques répondent par la sécession et proclament leur indépendance. Ils se constituent en une confédération italique et se dotent d'un corps de magistrature calqué sur celui de la cité romaine.
Rome vainc tous les italiques révoltés successivement, en s'appuyant sur ceux qui n'étaient pas encore révoltés, puis en s'appuyant sur les premiers révoltés revenus sous son autorité pour vaincre les seconds. 
Finalement, les alliés de Rome obtiennent satisfaction, et l'Italie est unifiée sous un seul régime juridique.